# Inspector Lynley
Inspector Lynley (Originaltitel The Inspector Lynley Mysteries) ist eine britische Krimireihe der BBC basierend auf den Romanen von Elizabeth George. Im Vereinigten Königreich startete die Serie 2001, in Deutschland wurde sie ab 2002 im ZDF in der Reihe Sonntagskrimis und danach auf ZDFneo ausgestrahlt. Insgesamt entstanden sechs Staffeln mit zusammen 23 Episoden.
Bis zur Hälfte der dritten Staffel wurde auf Georges Romane zurückgegriffen. Nach der Verfilmung des Lynley-Romans A Traitor to Memory 2003 (auf Deutsch Nie sollst du vergessen) entstanden die weiteren Fälle lediglich auf Basis der Romanfiguren. Die deutsche Synchronisation wurde durch die Arena Synchron unter der Leitung von Theodor Dopheide erstellt. Die deutschen Folgentitel – ebenso wie die deutschen Romantitel – stellen allesamt Bibelzitate dar, teilweise in sehr altertümlichen Textfassungen.

## Figuren
| Figur                     | Darsteller                    | Deutscher Sprecher   |
| ------------------------- | ----------------------------- | -------------------- |
| Thomas Lynley             | Nathaniel Parker              | Tom Vogt             |
| Barbara Havers            | Sharon Small                  | Heidrun Bartholomäus |
| Helen Lynley (geb. Clyde) | Emma Fielding (Pilotfilm)     |                      |
| Helen Lynley (geb. Clyde) | Lesley Vickerage (Ep. 2–13)   | Sabine Jaeger        |
| Helen Lynley (geb. Clyde) | Catherine Russell (Ep. 14–21) | Sabine Arnhold       |
| DC Winston Nkata          | Shaun Parkes                  | Charles Rettinghaus  |
| Dr. Lafferty              | Paul Hickey                   | Marcus Off           |

Inspector Thomas Lynleygehört zu den angesehensten Polizisten im Criminal Investigation Department von New Scotland Yard und stammt als 8. Earl von Asherton aus dem britischen Adel. Er ist scharfsinnig, höflich und vornehm mit einem ausgeprägten Sinn für gute Manieren. Obwohl er das genaue Gegenteil seiner Kollegin Detective Sergeant Barbara Havers ist, sind sie ein gutes Team. Im Pilotfilm Gott schütze dieses Haus werden einem Einblicke in das Privatleben Lynleys gegeben. Dort ist er am Boden zerstört, als die Frau, die er liebt, seinen besten Freund heiratete. Im weiteren Verlauf der Serie beginnt er ein Verhältnis mit seiner alten Freundin Helen, in dem er sich leidenschaftlich und romantisch zeigt; in der Episode Mein ist die Rache heiraten sie. In der letzten Folge der dritten Staffel Dem Manne sei untertan wird auf ihr Auto geschossen und ihr Baby stirbt. In den beiden Pilotepisoden fährt Thomas Lynley einen silberfarbenen Peugeot 607, in den ersten beiden Staffeln einen blauen Jensen Interceptor und ab der dritten Staffel einen roten Bristol 410.
Detective Sergeant Barbara Haverswechselte vom Streifendienst zum CID und kommt, anders als Inspector Lynley, aus einfachen Verhältnissen. Sie ist eine mutige und muntere, aber auch eigenmächtige Frau Mitte Dreißig, die ihre Ermittlungen geradlinig und ungeniert führt. Detective Sergeant Barbara Havers wird, ihres eigenmächtigen Handelns wegen, kurzzeitig ihr Dienstgrad entzogen, aber aufgrund ihres Mutes bald wieder zurückgegeben.